# عزيز جاسم الحجية
كاتب ومؤرخ عراقي لم يكتب بخلفية اكاديمية بل كان قد إستند إلى اسلوب التاريخ الشفاهي الذي اعتمد الحادثة ورواتها وذاكرة الناس التي حفظتها، ألف كتاباً وحيداً بطلب ممن حوله من الاصدقاء والأهل عن بغداد اسماه «بغداديات»، تناول فيه شخصيات بغداد ذات البعد الشعبي بمختلف سلوكياتهم، وشوارعها ومحلاتها وأهم احداثها المهمة.

## سيرته
ولد عزيز جاسم محمد خلف الحجية في بغداد محلة «حمام المالح» في شهر رمضان المبارك سنة 1921 ميلادي.
تعليمه الأولي لم يدرسه في مدرسة، بل في مدارس شعبية لتدريس القرآن، فدرس على يد الملا رجب أولاً، ثم الملا مهناية والتي ذاعت شهرتها آنذاك في بغداد، ولأن عمل إخوته في سوق الصفافير والقريب من سوق الخفافين، فقد درس بغدادي مباديء الحساب وقواعد حسن الخط في سوق الخفافين على يد الخطاط الشهير الملا عارف الشيخلي، أستاذ الخطاط هاشم الأعظمي، وبعدها التحق بمدرسة تطبيقات دار المعلمين التي كانت بجوار دار المعلمين «كوجك زابطان»، ثم سكن محلة جديد حسن باشا، فدخل مدرسة التفيض الأهلية وتخرج منها ليدخل الثانوية المركزية التي كانت فيها الدراسة أربع سنوات لا خمساً، ومن ثم كانت محطته الدراسية الأخيرة كلية الحقوق في بغداد الذي تخرج منها.

## عمله
كغيره من صبيان ذلك الوقت كان عليه أن يعمل ليعيل عائلته، مما جعله يتقلب في مهن كثيرة، حيث اشتغل باعمال ووظائف قد لا تخطر على البال، فقد تم تكليفه بجمع الديون الاسبوعية من الزبائن المدينين لأبيه، في أسواق بغداد كل يوم جمعة، أما في ساعات العصر فيبدأ بشغل الخان كي لا يلهو ويعبث، أو يقوم بخدمة الزوار والضيوف في محلهم في الخان يومي الثلاثاء والجمعة، أما الأيام التي لا يذهب فيها للدراسة على يد الملا أو العمل في الخان فيجب عليه قضاؤها بالعمل عند أقاربهم مثل صباغ المحلة، يصبغ الملابس أو ينشرها على الحبال، أو في محل دكان السيد محمد الحجي صالح، الذي أشتهر ببيع السجائر والنرجيلة، وكان عمله يتمثل في ملأ السجائر ودكمها أو في ثرم تبغ النرجيلات وتجهيزه في أكياس الشخاط الفارغة، أو يذهب إلى مسجد عطا الصغير المقابل لبيتهم ليخدم في المسجد الذي يقوم عليه رجل هندي عجوز جاء أصلاً إلى بغداد مرافقاً للعلامة الكبير غلام رسول الهندي. وعندما أنهى دراسة الحقوق باشر بمختلف الوظائف الحكومية، صغيرها وكبيرها في مختلف أنحاء العراق. كما عمل محامياً وتاجراً ومستورداً ومصدراً من تجار الدرجة الثانية، ومزارعاً وصحفياً محرراً دائماً في مجلة الوادي، وصاحب امتياز مجلة الفلقة، وشاعرا في العامية والفصحى، ومشاركاً وبائعاً في دكان حلويات الشكرجي، ومجهزاً للاقمشة أيام التموين إلى مدينة المحمودية، وشريكاً في مخبز في سوق الشاوي، وسائقاً للتاكسي، وضارباً بعصا التنظيف في سوق السجاد مع الحاج إبراهيم الكردي، وعباس فيلي، وهذه كانت أسماء معروفة آنذاك في بغداد، وبائعاً للنفط الأبيض والأسود، ووكيلاً عن شركة النفط اثناء غياب وكيلها الشخصية المعروفة خطاب الخضيري، ومديراً لمحل القطن في ناحية العزيزية جنوب بغداد، ومديراً لمعمل القطن الطبي في الوزيرية، وخبيراً في شركة الغزل والنسيج، ومديراً لمكتب أنباء العالم العربي في بيروت، ودمشق، وعمان، وخبيراً في الخطوط وفي تقدير الأملاك والمزارع في امانة العاصمة بغداد، وفي المحاكم المدنية، ومربياً للأغنام ومالكاً لرؤوس الخيل، ونزيل معتقل الفاو والعمارة ونقرة السلمان السجن الصحراوي المشهور في جنوب العراق، ومديراً لتمور المنطقة الوسطى في جمعية التمور، ومديراً لرواتب المتقاعدين، ومدوناً قانونياً في وزارة العدل، ومفتشاً عدلياً، ووكيلاً للفنادق ومستخدماً فيها، وتلك كانت أشق الأعمال على نفسه وأمرها مادياً ومعنوياً.

## مؤلفاته
- بغداديات: يتحدث عن التراث البغدادي الشعبي في التاريخ الحديث والمعاصر ويقع في عدة أجزاء.[6]

## وفاته
توفي يوم الخميس المصادف 12 /10 /2000 م.